# Madeleine (film)
Madeleine is een Britse misdaadfilm uit 1950 onder regie van David Lean.

## Verhaal
Madeleine is de oudste dochter van de Schotse familie Smith. Ze wordt versierd door de Fransman Emile L'Anglier. Hij blijkt echter alleen uit op het familiefortuin. Als Emile ineens wordt vermoord, valt de verdenking meteen op Madeleine.

## Rolverdeling
| Acteur            | Personage         |
| ----------------- | ----------------- |
| Ann Todd          | Madeleine Smith   |
| Norman Wooland    | William Minnoch   |
| Ivan Desny        | Emile L'Anglier   |
| Leslie Banks      | James Smith       |
| Barbara Everest   | Mevrouw Smith     |
| Susan Stranks     | Janet Smith       |
| Patricia Raine    | Bessie Smith      |
| Elizabeth Sellars | Christina Hackett |
| Edward Chapman    | Dr. Thompson      |
| Jean Cadell       | Mevrouw Jenkins   |
| Eugene Deckers    | Thuau             |
| Ivor Barnard      | Murdoch           |
| David Horne       | Rechter           |
| Henry Edwards     | Griffier          |
| Barry Jones       | Aanklager         |